# Константинопольський Адольф Маркович
Адо́льф Ма́ркович Константино́польський (20 квітня 1923, Харків — 1 грудня 1993, Харків) — український живописець та графік. 1991 — народний художник УРСР; працював в царині станкового та монументального живопису.

## Життєпис
1941 року закінчив Харківський художній інститут. Учасник Другої світової війни. Випускник 1954 року Харківського державного художнього університету. Навчався у С. Бесєдіна, О. Любимського, Г. Томенка. З 1958 року — в складі Харківського відділення Спілки художників України.
З 1953 року бере участь в республіканських, всесоюзних та зарубіжних виставках. В Харкові проведено 4 його персональні виставки, четверта — 1998, по його смерті.
В 1954-55 працював викладачем Харківського державного художнього училища, з 1960 — Харківського державного художнього інституту, з 1992 — професор.

## Творчість
Під час своєї педагогічної діяльності художник робить велику кількість ескізів, етюдів до майбутніх полотен. Такі етюди, як «Застава» (1959), «Бійці 3-ї розвідроти біля пораненого командира» (1960), «Діти війни» (1959), «Молоді партизани» (1961), «Райцентр. Портрет лікаря» (1960) та багато інших показують творчі злети і невдачі, еволюцію композиційних пошуків та рішень митця, плідну роботу над відпрацюванням власного колористичного стилю.
Творчість художника визначається, насамперед, вірністю автора своїй темі — ІІ Світовій війні. Портрети і пейзажі, полотна історичного жанру — такий творчий діапазон художника. Найбільшу увагу було присвячено творам, що показували суворі воєнні роки, адже разом із своїми героями художник пройшов спочатку звичайним солдатом, а потім і офіцером Радянської Армії, сотні кілометрів важких доріг війни, що стала для майбутнього майстра справжньою школою формування характеру — творчого, мужнього, цілеспрямованого. Як зазначає Ігор Шаров, одна з перших картин художника «Рідна земля», що була представлена на республіканській виставці 1957 року, одразу завоювала визнання глядачів та критиків і по праву ввійшла до числа кращих творів українського батального живопису, присвячених війні. Суворим будням війни, незламній стійкості солдат присвячує художній твір «Фронтові дороги». Своєрідна виразна композиція, стриманий колорит виділяють роботи «З розвідки», «Важка перемога». Взагалі, яку б картину ми не розглядали — у кожній бачимо образне відтворення подвигу людей. Щоразу Константинопольський уміє знайти такі зображальні засоби, такі фарби, такі кольори, які по-новому розкривають тему війни.
Серед його робіт:
- розпис «Жовтнева революція» у головному павільйоні ВДНГ УРСР — Республіканський центр виставок і ярмарків у Києві,
- роботи «З розвідки»,
- «Перша весна»,
- «Солдати».

## Родина
Син — Константинопольський Марк Адольфович (нар. 1948), живописець, член Національної спілки художників України.